# Devils Kitchen Picnic Shelter
Le Devils Kitchen Picnic Shelter est un abri de pique-nique du comté de Mesa, au Colorado, dans le centre des États-Unis. Protégé au sein du Colorado National Monument, ce bâtiment construit par le Civilian Conservation Corps dans le style rustique du National Park Service en 1941 est inscrit au Registre national des lieux historiques depuis le 21 avril 1994.